# 헨트-테르뇌전 운하
헨트-테르뇌전 운하(네덜란드어: Kanaal van Gent naar Terneuzen)는 "해양 운하"(Zeekanaal)로도 알려져 있으며, 벨기에의 헨트와 네덜란드 베스터스헬더강 (스헬더강) 어귀의 테르뇌전 항구를 연결하는 운하로, 헨트에서 바다로의 접근성을 높여준다.

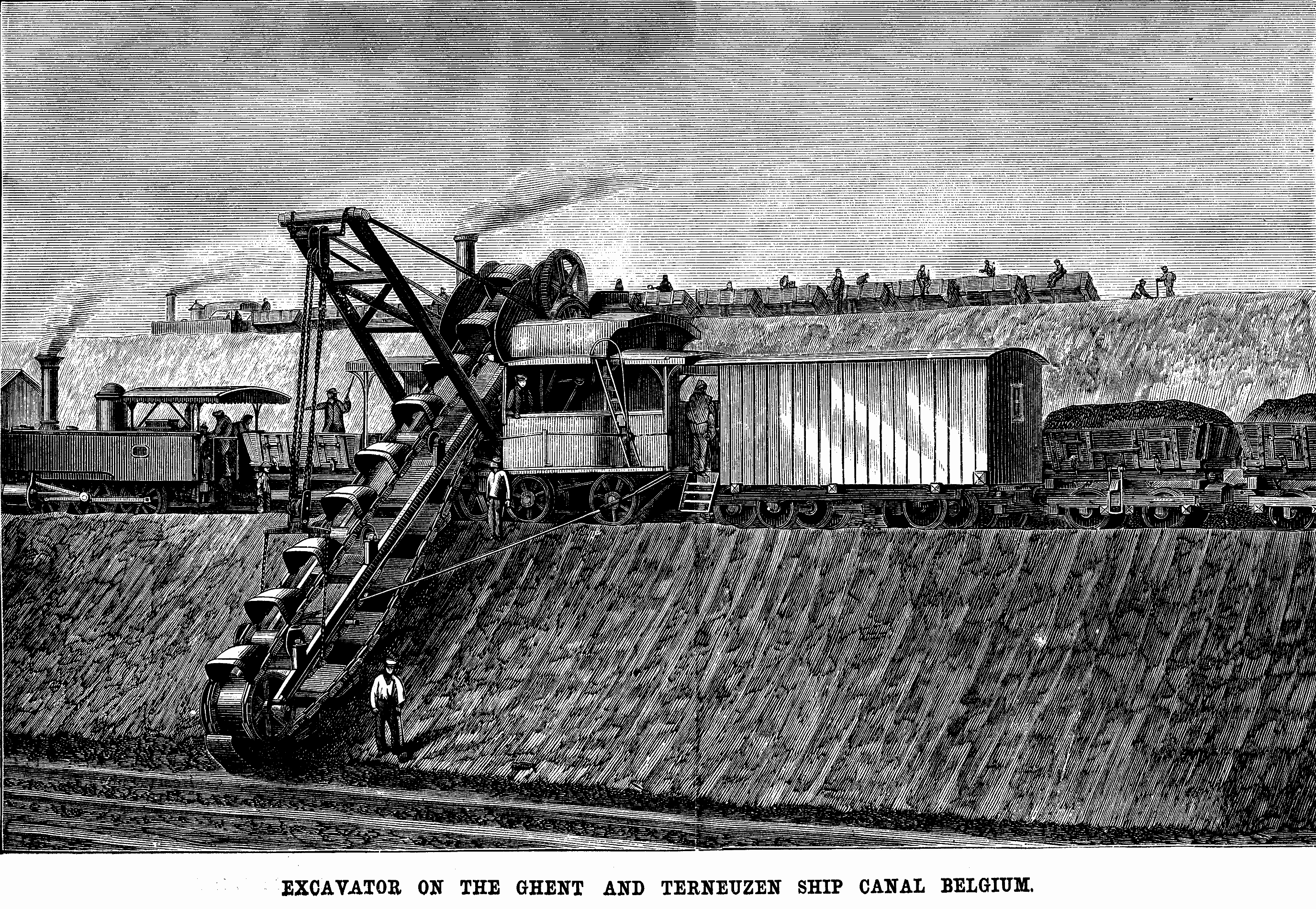
1878년 운하 굴착 현장

## 역사
이 운하는 1823년부터 1827년까지 빌럼 1세 네덜란드 국왕의 주도로 건설되었다. 벨기에(이후 분리됨)와 네덜란드는 빈 회의에서 합의된 조건에 따라 네덜란드 연합왕국으로 통일된 국가였다. 1830년 벨기에 혁명으로 벨기에가 독립한 후, 1841년까지 네덜란드에 의해 벨기에로 오가는 교통이 차단되었다.
1870년부터 1885년 사이에 운하는 중앙 깊이가 6.5미터, 바닥 폭이 17미터, 수면 폭이 68미터로 확장되었으며, 벨기에 구간의 다리도 그에 따라 재건되었다.
유명한 클루이센-테르 돈크 레가타는 수십 년간(1888-1954) 이곳에서 개최되었으며, 1913년 헨트 1913년 만국 박람회 중에는 유럽 조정 선수권 대회가 이 운하에서 열렸다.
이후 1세기 동안 추가적인 개발과 대규모 확장이 이루어졌으며, 특히 1960년대 초에 두드러졌다.
2015년 2월, 플랑드르와 네덜란드는 테르뇌전에 새로운 갑문을 건설하기 위한 조약을 체결했으며, 2021년 완공 예정이며 9억 2천만 유로가 소요된다. 이 새로운 갑문은 동시대의 파나마 운하 확장 사업의 갑문과 거의 같은 규모이다.

## 현재

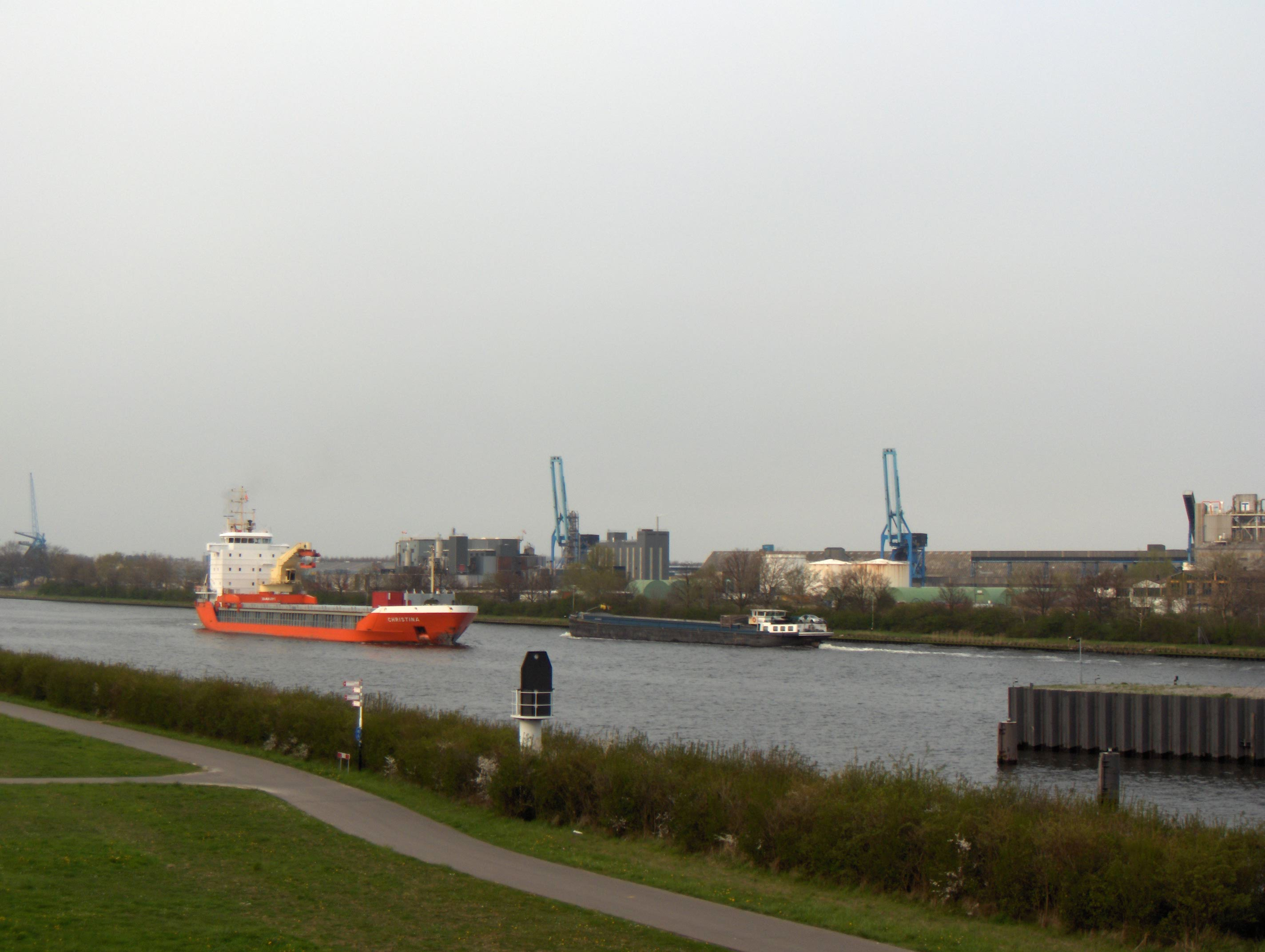
슬루이스킬 다리 근처

현재 헨트-테르뇌전 운하는 폭 200미터, 길이 32 킬로미터 (20 mi)로, 최대 12만 5천 총톤급 선박을 수용할 수 있다. 허용되는 최대 선박 크기는 길이가 265미터, 폭이 34미터, 흘수가 최대 12.5미터로 증가했다.